# 伊朗百科全书
《伊朗百科全书》是一部以伊朗为主题的英文百科全书，内容涉及中东、印度次大陆、高加索、中亚、欧洲和伊朗及波斯文化相关的主题。由额桑·雅沙特尔创办于1985年，共45卷，截至2016年已出版15卷。